# Alex Fiorio
Alessandro "Alex" Fiorio (rođen 10. ožujka 1965.) je talijanski je reli-vozač. U natjecanju svjetskog prvenstva u reliju debitirao je 1986. Vozeći dominantnu Lancia Delta Integrale za Lancin "B-tim" Jolly Club, u ukupnom poretku vozača završio je treći 1988. i drugi 1989. Njegov otac Cesare Fiorio bio je bivši vozač, šef Lancine tvorničke reli momčadi i sportski direktor za Scuderia Ferrari.
Ukupno je nastupio na 51 utrci svjetskog prvenstva u reliju. Iako niti jednom nije pobijedio, 10 puta je završio relije na podiju.